# وادي بيض
وادي بيض هو وادي يقع بين منطقة عسير ومنطقة جازان جنوب غرب المملكة العربية السعودية، ويعتبر واحداً من أهم أودية تهامة السعودية.

## نبذة
تقع على شاطئ الوادي قرى صغيرة ومنها قرية آل حبيب تبعًا لسكانها من قبيلة آل حبيب، ويسكن في أعلى الوادي من قبيلة آل وائلة في «قنبي» و «المكسّر» و «الفصيلة». وفيه مدرسة الحبيب بن زيد الابتدائية والمتوسطة للبنين ومدرسة ابتدائية للبنات، وتوجد مدرسة الحباب بن منذر الابتدائية في أعلى وادي بيض.
يفتقر أعلى وادي بيض من قرية «الفصيلة» لوجود طريق مُعبّد حيث يتكون الطريق خطوط ترابية، ويفتقر أيضا لوجود خدمات الجيل الثالث لمزودي خدمات الهاتف الجوال وخدمات الهاتف الثابت، ولا يوجد مركز صحي في القرية، ويعاني الأهالي سنويًا من تضرر الطريق العابر فوق الوادي بسبب السيول، حيث يتكون الطريق من عبّارات صغيرة مما يسبب في تلف الطريق عند جريان السيول بالوادي. عرف الوادي قديما على أنه من أودية قبيلة كنانة حيث ذكر ياقوت الحموي أنه من وديان قبيلة كنانة في الحجاز.